# Тернівка (Хмільницький район)
Терні́вка (до 1945 року — Фридрів) — село в Україні, у Махнівській сільській громаді Хмільницького району Вінницької області. Населення становить 434 особи.

## Населення

### Мова
Розподіл населення за рідною мовою за даними перепису 2001 року:
| Мова       | Кількість | Відсоток |
| ---------- | --------- | -------- |
| українська | 426       | 98.16%   |
| російська  | 8         | 1.84%    |
| Усього     | 434       | 100%     |

## Історія
Село засноване 1680 року, Станом на 1885 рік у колишньому власницькому селі Фридрів Бистрицької волості Бердичівського повіту Київської губернії мешкало 1080 осіб, налічувалось 122 дворових господарства, існували православна церква, школа та постоялий будинок.
За переписом 1897 року кількість мешканців зросла до 1625 осіб (774 чоловічої статі та 851 — жіночої), з яких 1086 — православної віри, 514 — римо-католицької.
З 7 березня 1923 року — адміністративний центр Фридрівської сільської ради Бердичівського району.
У 1925 році район перейменований в Махнівський, у 1935 році — в Комсомольський.
19 червня 1945 року село Фридрів перейменовано на Тернівку, а Фридрівська сільська рада — в Тернівську.
30 грудня 1962 року Комсомольський район ліквідований, а село увійшло до складу Козятинського району.
12 червня 2020 року, відповідно до розпорядження Кабінету Міністрів України від № 707-р «Про визначення адміністративних центрів та затвердження територій територіальних громад Вінницької області», Тернівська сільська рада об'єднана з Махнівською сільською громадою Козятинського району.
19 липня 2020 року, в результаті адміністративно-територіальної реформи та ліквідації Козятинського району, село увійшло до складу Хмільницького району.